# Colégio Anchieta
O Colégio Anchieta é uma escola particular localizada na cidade de Porto Alegre, capital do estado brasileiro do Rio Grande do Sul. Em 13 de janeiro de 2019, o colégio completou 129 anos de fundação.
A instituição é uma das vinte e duas obras da Companhia de Jesus que estão situadas na região Sul do Brasil.

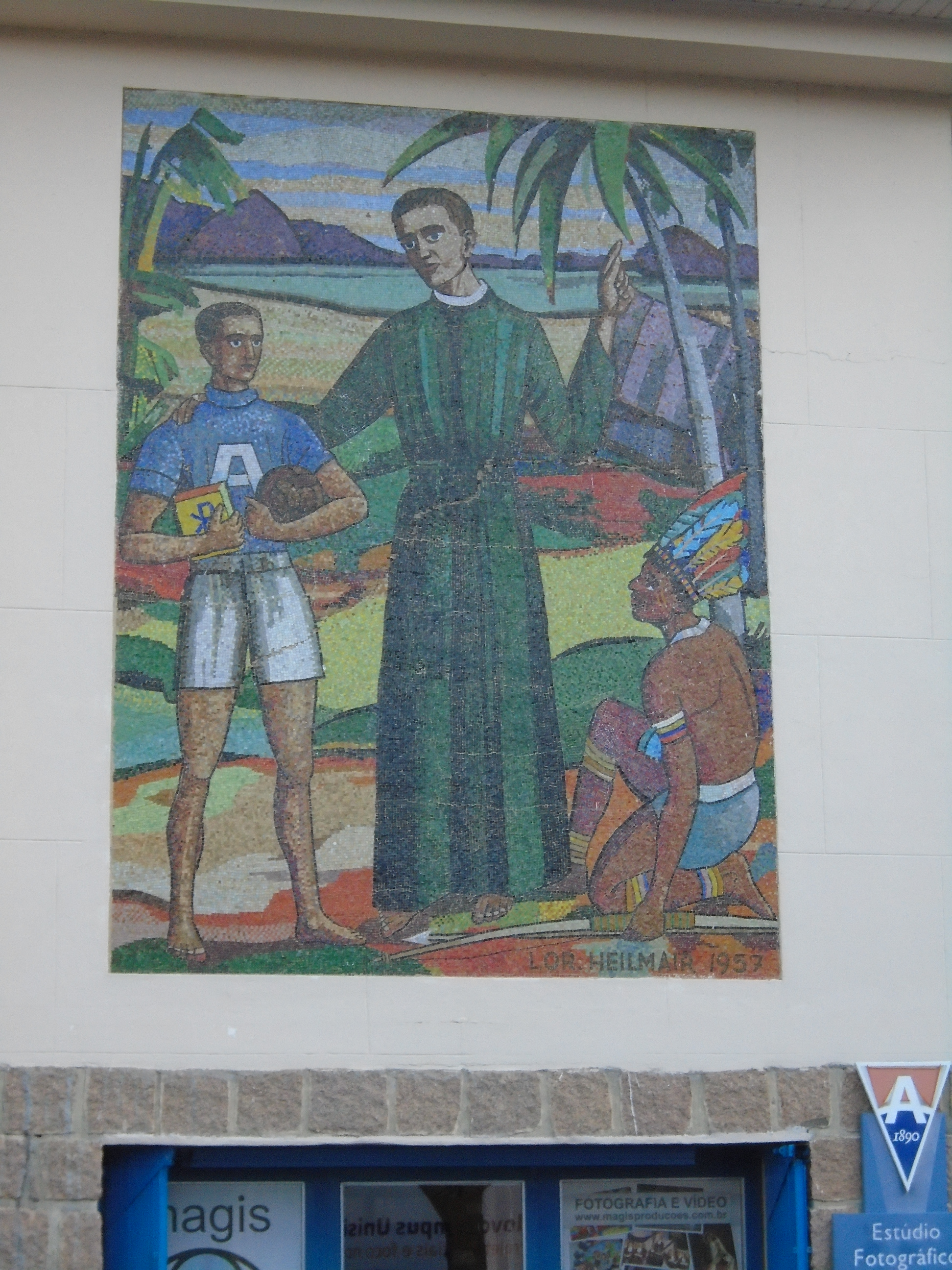
José de Anchieta, SJ. Mosaico de Lor. Heilmair (1957). Imagem: Eugenio Hansen, OFS.

O colégio conta com mais de três mil alunos e com aproximadamente trezentas pessoas responsáveis pelo seu funcionamento, entre professores e outros colaboradores.
Recentemente, o Anchieta foi vencedor de prêmios de reconhecimento de sua marca, tais como o Marcas de Quem Decide, do Jornal do Comércio, e o Top of Mind, da revista Amanhã.

## História

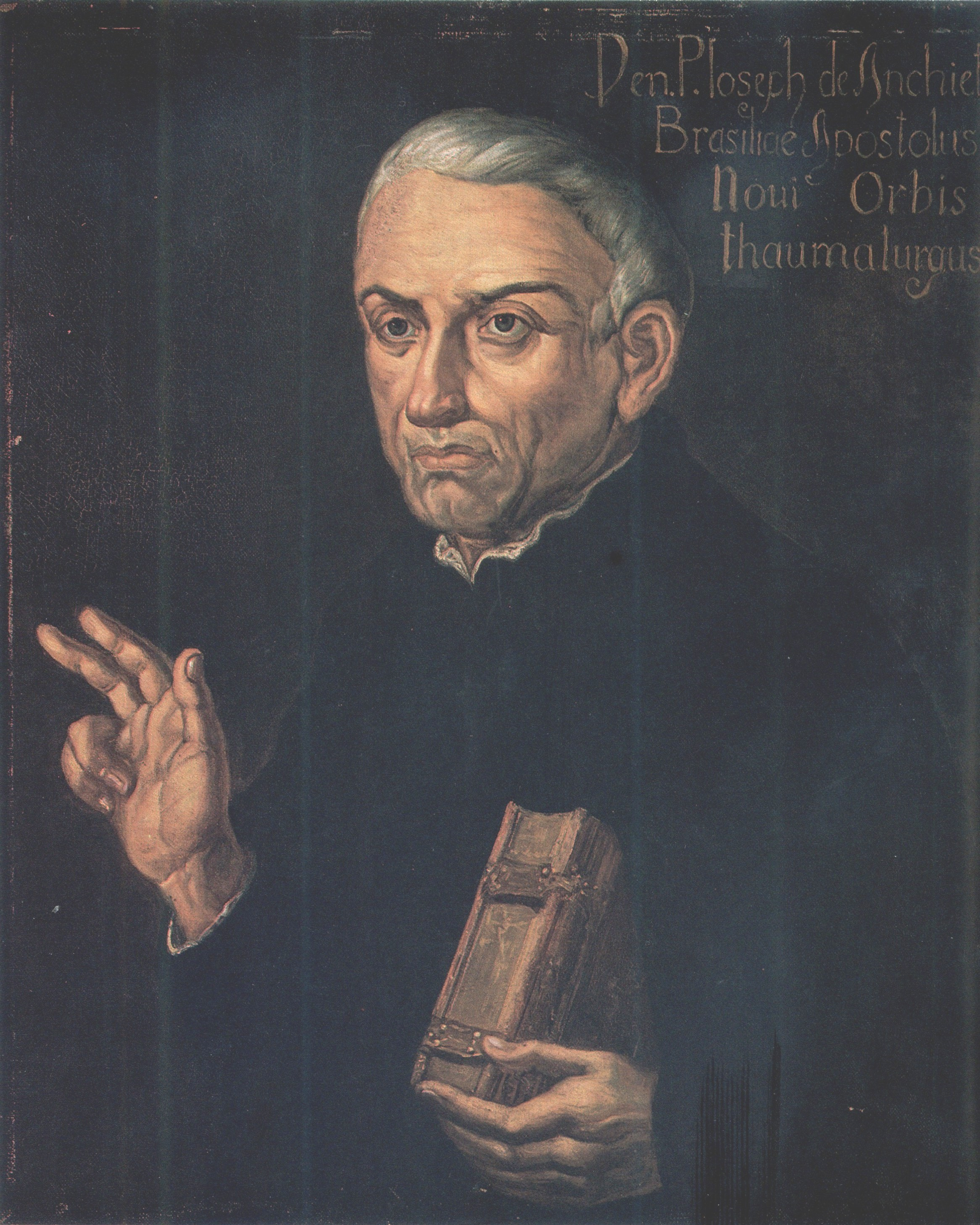
José de Anchieta.

O “Colégio dos Padres”, como era conhecido inicialmente, nasceu em 13 de janeiro de 1890. O padre Francisco Trappe obteve de Roma a autorização para comprar a casa da família Fialho, situada à Rua da Igreja (atual Duque de Caxias). Com a licença conseguida e o negócio realizado, tornou-se necessário reformar o prédio e adaptá-lo ao funcionamento de uma escola. O Pe. Trappe, que seria o primeiro diretor da instituição, contou com a colaboração do Pe. Brikman e do irmão Guilherme Boehlers.
O Anchieta entrou em atividade pouco depois da Proclamação da República. No Rio Grande do Sul, em especial, os preceitos pedagógicos cristãos tiveram de confrontar-se com os valores do positivismo, doutrina do francês Auguste Comte, que encontrou aqui terreno favorável. No princípio, o Colégio dos Padres era destinado somente aos meninos, sendo dividido em duas seções: alemã e brasileira.
A trajetória do estabelecimento é rica em fatos históricos. No primeiro ano de funcionamento, o número de alunos saltou de 42, quando da inauguração, para 80 ao final do período letivo. Os meninos tinham entre 9 e 12 anos e só eram admitidos se soubessem ler. A preocupação máxima não era com a alfabetização, mas com a orientação moral e religiosa.
O Colégio dos Padres mudou de nome em 1897, passando a se chamar São José, e depois, Ginásio Anchieta. Em ritmo cadenciado, o colégio avançava. A denominação que entraria na história do Rio Grande do Sul, Colégio Anchieta, foi adotada em 1901, por sugestão do então diretor, Pe. Conrado Menz, em uma homenagem a José de Anchieta, “Apóstolo do Brasil”, indivíduo de saúde frágil que se aventurou pelo Brasil disposto a converter os pagãos.
O crescimento do Colégio Anchieta impôs uma mudança radical. O espaço na rua Duque de Caxias não mais comportava as atividades escolares, afinal não se tratava mais de abrigar algumas dezenas de alunos. Corria o ano de 1954 e Porto Alegre experimentava uma fase de crescimento acelerado, com aumento no número de construções e de população, o que se evidenciava por meio do movimento verificado no centro da cidade, onde ficava o Colégio.
Em 1954, o terreno da Avenida Nilo Peçanha foi escolhido e aí entra em cena um personagem que ficaria definitivamente na história da comunidade: Pe. Henrique Pauquet. Depois de 13 anos de obras, em 11 de novembro de 1967, após a bênção da Igreja da Ressurreição, deu-se a inauguração oficial das novas dependências do Colégio Anchieta, onde funciona até hoje.
A partir da construção do Colégio, essa região da cidade passa a se desenvolver rapidamente, ganhando novas construções e uma urbanização fulminante, sendo, hoje, um dos principais bairros comerciais e residenciais da cidade.

## Instalações

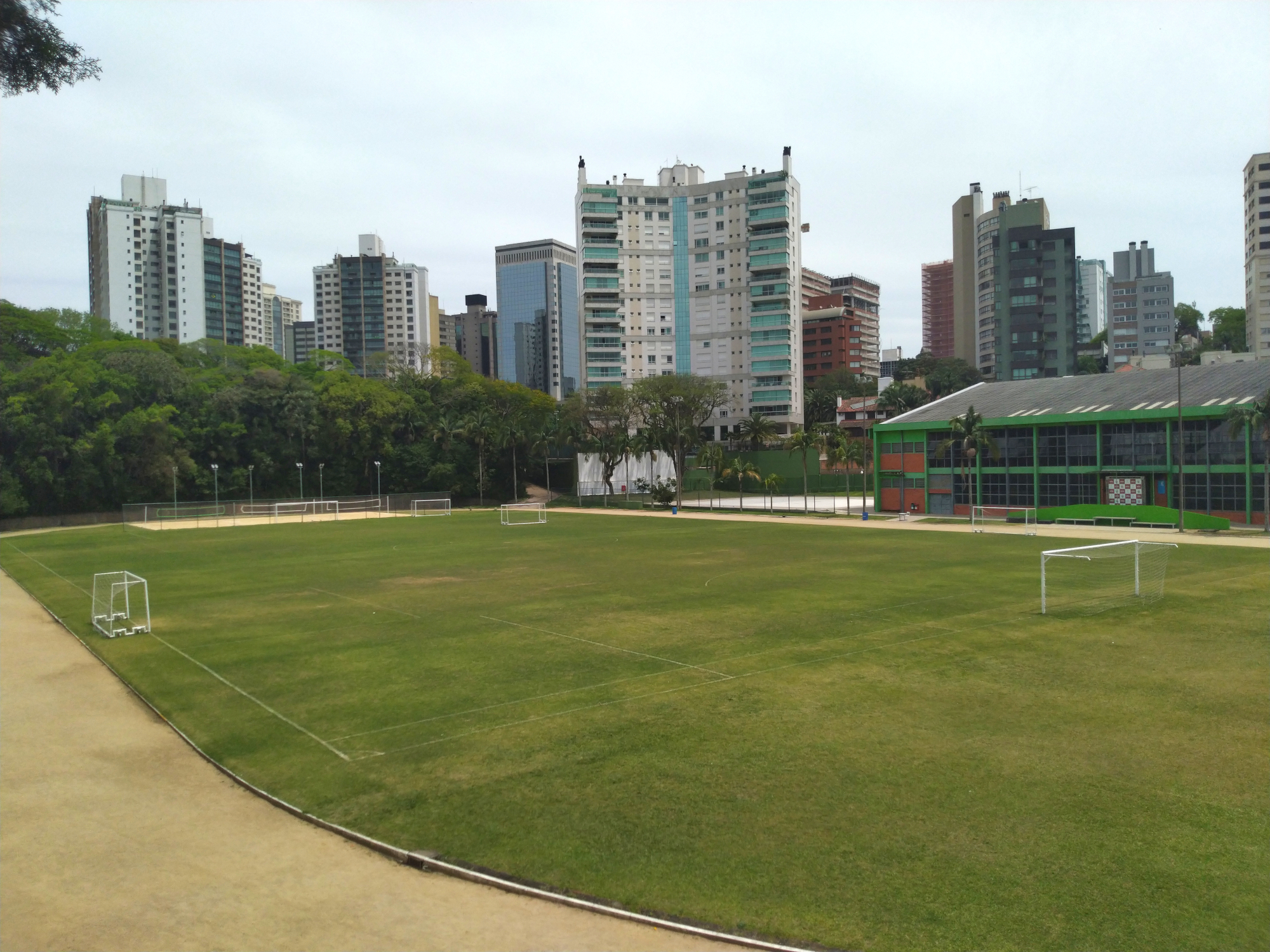
Campo de futebol

O colégio conta com três prédios de salas de aula para atender a Educação Infantil, Ensino Fundamental e Ensino Médio. Há duas bibliotecas: a Central e a Infantil, com um acervo de 31 mil obras e mais de 60 mil volumes.
Estão disponíveis laboratórios de Biologia, Física, Química, Línguas, Informática, Robótica, Matemática, bem como salas de Culinária, Artes, Teatro, Música e Multimídia.
O Colégio Anchieta conta com dois ginásios de esportes, com 4.795 m² e 450 m², um campo de futebol oficial com iluminação e três não-oficiais, sendo dois com iluminação, além de oito quadras poliesportivas.
Para o ensino de língua inglesa, existe uma parceria entre o Anchieta e o Unilínguas, o Centro de Línguas da Universidade do Vale do Rio dos Sinos (Unisinos).
Há também o Museu Anchieta de Ciências Naturais.
O Anchieta conta com a Igreja da Ressurreição e o Cenáculo para atendimento das atividades religiosas da instituição.

### Morro do Sabiá
O Morro do Sabiá, na zona sul de Porto Alegre, em Ipanema, é um espaço de recreação e lazer que o colégio oferece e costeia o Guaíba. Na sua capela encontra-se um quadro de Nossa Senhora, pintado por Aldo Locatelli.

### Vila Oliva
Desde 1946, a Casa da Juventude de Vila Oliva, em Caxias do Sul, tem acolhido milhares de anchietanos, familiares e ex-alunos.

## Lista de diretores
O Colégio Anchieta teve, ao todo, vinte e três diretores, dos quais apenas um assumiu o cargo duas vezes. São eles:
- Pe. Francisco Trappe, S. J. (1890-1901)
- Pe. Roberto Fuhr, S. J. (1901-1902)
- Pe. Conrado Menz, S. J. (1902)
- Pe. Luiz Kades, S. J. (1902-1904)
- Pe. Ângelo Contessoto, S. J. (1904-1907)
- Pe. Henrique Lanz, S. J. (1907-1923)
- Pe. Jorge Sedelmayr, S. J. (1923-1926)
- Pe. Julio Poether, S. J. (1926-1928)
- Pe. Henrique Book, S. J. (1928-1935)
- Pe. Alberto Fuger S. J. (1935-1940)
- Pe. Arthur Boll, S. J. (1940-1946)
- Pe. Edmundo Dreher, S. J. (1946-1951)
- Pe. Walter Hofer, S. J. (1951-1954)
- Pe. Emílio Hartmann, S. J. (1954-1958)
- Pe. José Carlos Nunes, S. J. (1958-1975)
- Pe. João Roque Rohr, S. J. (1975-1982)
- Pe. Eugênio Rohr, S. J. (1982-1987) - irmão do antecessor
- Pe. João Roque Rohr, S. J. (1987-1988)
- Pe. Matias Martinho Lenz, S. J. (1988-1992)
- Pe. Aegídio Körbes, S. J. (1992-1996)
- Pe. Franz Stadelmann, S. J. (1996-1998)
- Ir. Celso Schneider, S. J. (1998) - provisoriamente
- Pe. Egydio Eduardo Schneider, S. J. (1999-2006)
- Pe. Guido Kuhn, S. J. (2006-2012)
- Pe. João Claudio Rhoden S. J. (2012-2019).
- Pe. Jorge Álvaro Knapp (2019 – presente)

## Alunos notáveis
- Alberto Pasqualini, político
- Armandinho, cantor
- Cyro Martins, escritor
- Eduardo Sterzi, poeta
- João Goulart, 24.º presidente do Brasil
- Jorge Furtado, cineasta
- Moisés de Morais Velinho, jornalista
- Paulo Guedes, compositor
- Hélgio Trindade, Cientista Político e Reitor UFRGS
- Vieira da Cunha, político
- Germano Bonow, político
- Luiz Antônio de Assis Brasil, escritor
- Humberto Gessinger, músico
- Renato Souza, político
- Carlos Gerbase, cineasta
- Paulo Renato Souza, duas vezes Ministro da Educação do Brasil, diversas vezes secretário da educação de São Paulo, Vice-Presidente (gerente de operações) do BID e alto funcionário na ONU
- João Paulo Silveira Barbiero, arquiteto